# Assuania
Assuania là một chi ruồi trong họ Chloropidae.